# 萊爾格

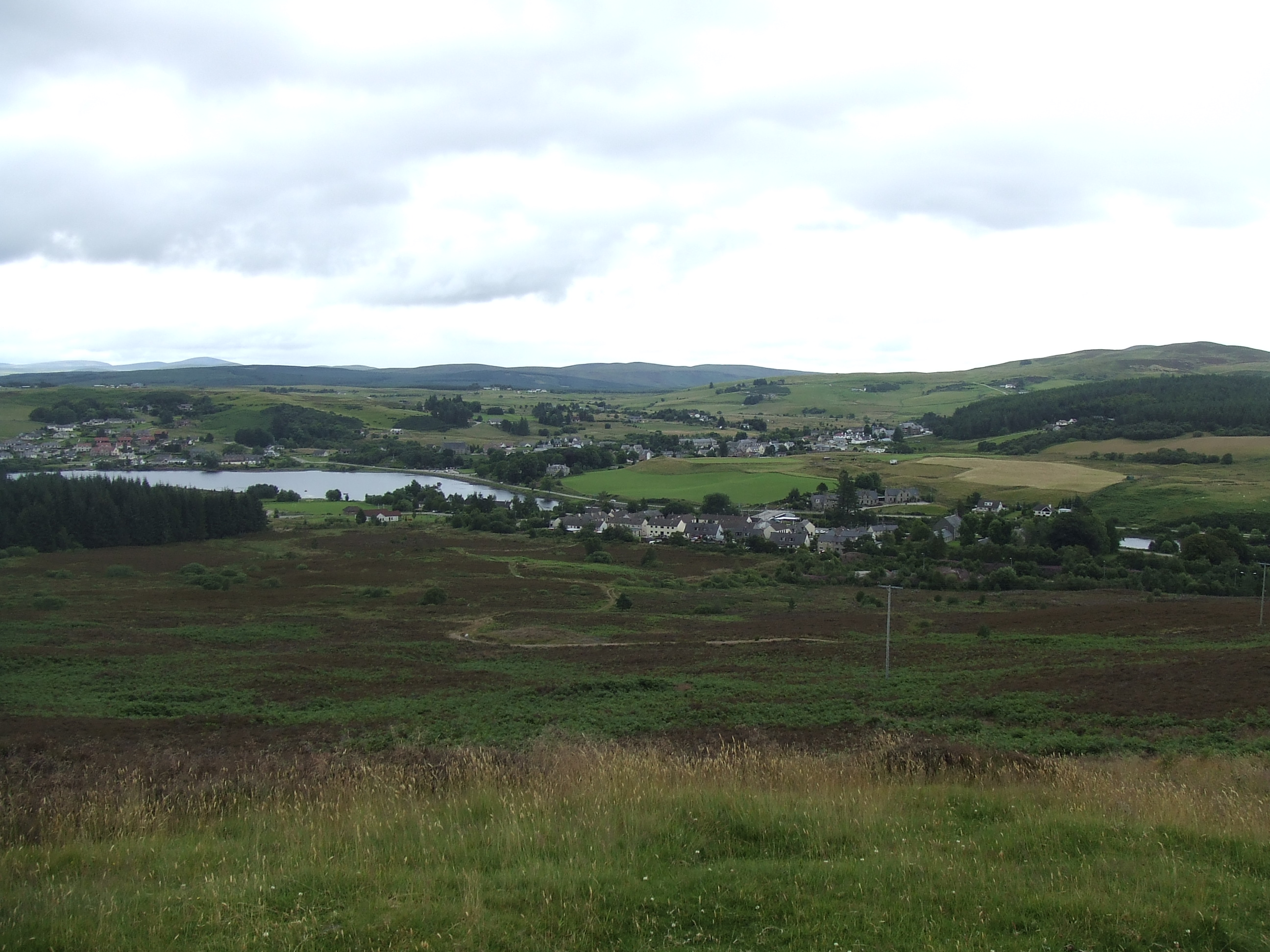
莱尔格村

莱尔格 是苏格兰萨瑟兰（Sutherland ）的一个村庄和教区。  人口为891人  ， 位處欣湖的东南端。 
在高地的北部，莱尔格是個不寻常的大型聚落，因為此地並非海岸。此外由於其在萨瑟兰郡的中心位置，有四条道路相交，曾被称为“北方的十字路口”，因此也比其他聚落為大。在19世纪遠北線在此設站，使得萨瑟兰的西北部交通更加方便；該鐵路将南部的因弗内斯与北部的瑟索和维克联系起来。 

## 绵羊销售
莱尔格是欧洲最大的单日绵羊拍卖會的所在地。这些拍卖会在八月举行，吸引了来自苏格兰各地的人们买卖动物。 
本村有加油站，酒吧/酒店，邮局，银行，露营地，小学，遊客服務中心以及各种商店，咖啡馆和B＆B。活動包括钓鱼、观光、爬山。 

## 运输
远北线於本村設站， 由阿貝里奧蘇格蘭鐵路管理 。 
有建議經由一條舊支線與興建新橋，將遠北線改線以縮短因弗内斯到多诺赫的距離。这将使莱尔格遠離幹線，且對本地經濟將有重大不利影響。鉴于在多诺赫峽灣上修建铁路桥梁的巨额成本，以及苏格兰政府和高地議會对该项目興趣缺缺，该建議似乎不太可能实现。 
B864與A836公路朝南。北方和西方人口稀少，仅有3条單線道路。 

## 隕石坑
萊爾格可能是地球上第15大隕石坑的所在地；萊爾格低重力處的年紀可能是12億年，大小為40公里。 